# Bad Colberg-Heldburg
Bad Colberg-Heldburg est une ancienne commune allemande de Thuringe située dans l'arrondissement de Hildburghausen. Elle est le siège de la communauté d'administration du Heldburger Unterland (Verwaltungsgemeinschaft Heldburger Unterland)

## Géographie

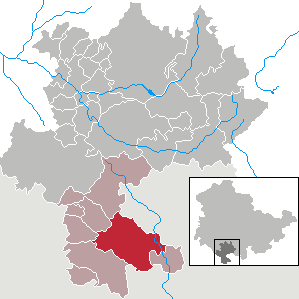
Situation de la ville (en rouge) dans l'arrondissement de Hildburghausen

Bad Colberg-Heldburg est située dans le sud de l'arrondissement, à la limite avec l'arrondissement de Cobourg. Le siège de la commune se trouve à Heldburg, à 19 km au sud de Hildburghausen, le chef-lieu de l'arrondissement. La commune de Bad-Colberg-Heldburg est née en 1993 de l'union de six anciennes communes avec la petite ville de Heldburg. Le village de Bad Colberg, station thermale réputée, est situé sur la Rodach, sous-affluent du Main par l'Itz, à 15 km à l'ouest de Cobourg.
Le site emblématique de Bad Colberg-Heldburg est le château Veste Heldburg situé au-dessus de la ville.
La commune est composée de Heldburg (998 habitants en 2011) et des villages de Bad Colberg (113 habitants), Einöd (43 habitants), Gellershausen (355 habitants), Holzhausen (131 habitants), Lindenau (330 habitants) et Völkshausen (113 habitants).
Communes limitrophes (en commençant par le nord et dans le sens des aiguilles d'une montre) : Straufhain, Bad Rodach, Ummerstadt, Seßlach, Hellingen, Gompertshausen et Westhausen.

## Histoire

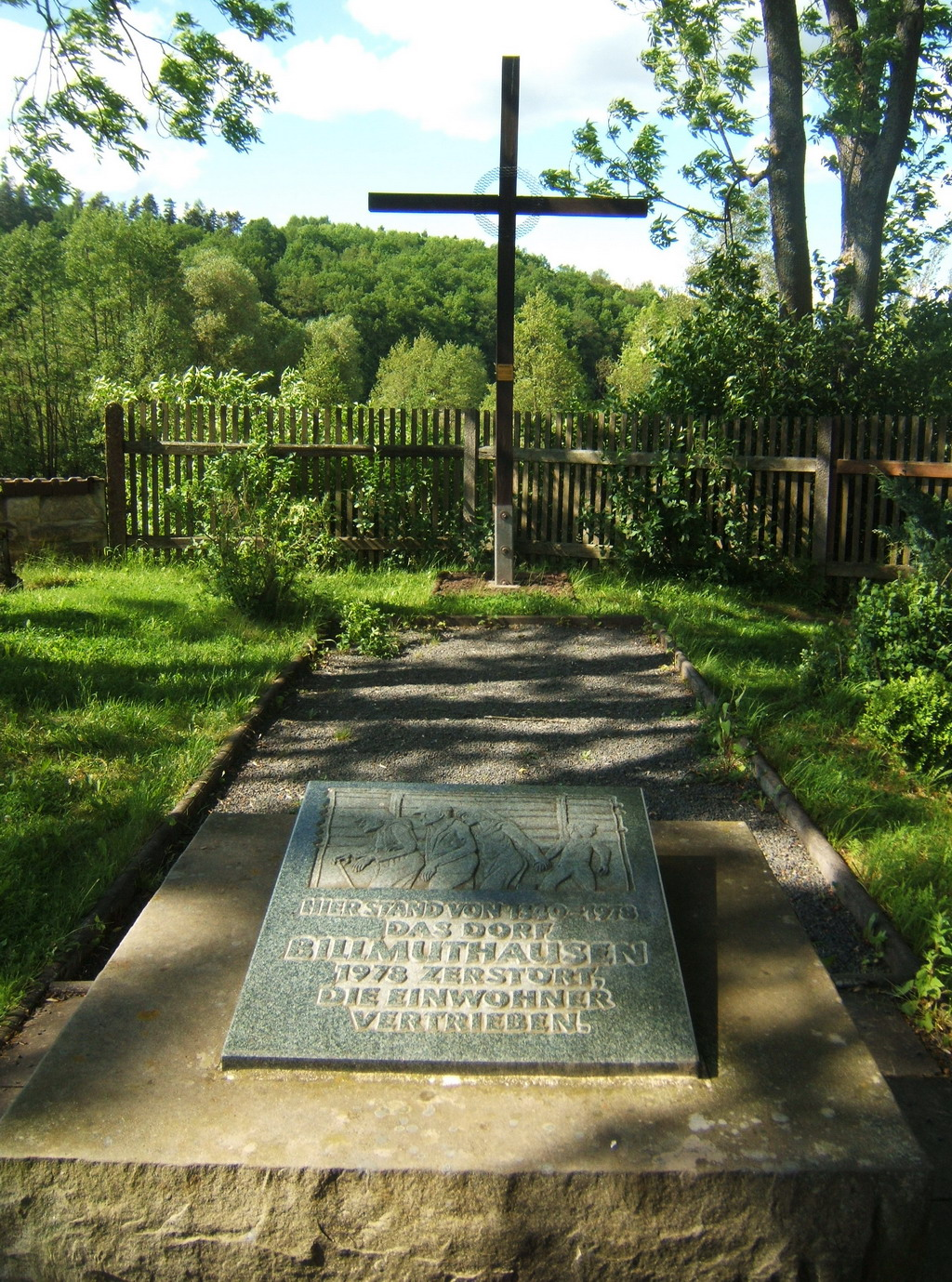
Monument commémoratif de la destruction de Billmuthausen.

La première mention de Heldburg est très ancienne et date de 837 dans un document émanant de l'abbaye de Fulda. les autres villages apparaissent plus tard, Völkshausen en 1134, Holzhausen en 1137, Lindenau en 1151, Gelbershausen en 1157, Einöd en 1223 et enfin Colberg en 1288.
Les comtes de Henneberg établissent leur résidence au château de Veste en 1323. Le château passe aux mains des burgraves de Nuremberg en 1353 et ensuite dans les possessions de la maison de Wettin à partir de 1374.
Heldburg obtient les droits de ville en 1394. Elle compte en 1833 1 185 habitants, un grand nombre émigre au cours du XIXe siècle vers l'Amérique du Nord. Heldburg est reliée par chemin de fer à Hildburghausen en 1888, cette ligne disparaît en 1946, démontée par les Soviétiques au titre des réparations de guerre.
En 1907, on découvre à Colberg une source thermale d'eau salée. Malheureusement, le déclenchement de la Première Guerre mondiale freine son développement. À l'époque est-allemande, le village étant situé en zone interdite car trop proche de la RFA, il faut avoir une permission spéciale pour y séjourner. Ce n'est que depuis 1989 que la station thermale se développe.
La ville est occupée en 1945 par les troupes américaines qui cèdent la place en juillet aux Russes. Bad Colberg-Heldburg intègre alors la Zone d'occupation soviétique puis en 1949, la République démocratique allemande (RDA) dans l'arrondissement de Hildburghausen. Formant un saillant en territoire ouest-allemand, son développement est freiné. Le village de Billmuthausen, situé entre Bad Colberg et Bad Rodach, est même évacué et rasé en 1978
Après la réunification de 1989, elle rejoint en 1994 le land de Thuringe recréé et l'arrondissement de Hildburghausen.

## Démographie
Ville de Bad Colberg-Heldburg dans ses dimensions actuelles :
| 1910  | 1933  | 1939  | 1995  | 2000  | 2005  | 2011  |
| ----- | ----- | ----- | ----- | ----- | ----- | ----- |
| 2 588 | 2 708 | 2 556 | 2 455 | 2 390 | 2 244 | 2 076 |

## Politique
Le bourgmestre de Bad Colberg-Heldburg est Mme Anita Schwarz, élue en 2009 sur une liste indépendante.
Aux élections municipales du 7 juin 2009, les résultats obtenus ont été les suivants :
| Parti                       | Nombre de conseillers | Pourcentage de voix |
| --------------------------- | --------------------- | ------------------- |
| Unabhängige Bürger          | 9                     | 66,8 %              |
| Bad Colberg-Initiative e.V. | 2                     | 12,3 %              |
| Die Linke                   | 2                     | 10,7 %              |
| SPD-Lindenauer Liste        | 1                     | 10,1 %              |

## Monuments
- Veste Heldburg, appelé Höhenburg au Moyen Âge. Le château date du XIIe siècle, il fut reconstruit au XVIe siècle en style Renaissance. Situé sur une colline à 405 m d'altitude, à la frontière entre Thuringe au nord et Franconie au sud, il est parfois appelé "Lumière franconienne" (Fränkische Leuchte).

Ses premiers propriétaires furent les comtes de Henneberg. Jean-Frédéric II de Saxe le réaménagea. Il fut attaqué, pris et pillé plusieurs fois pendant la Guerre de Trente Ans. Devenu l'une des résidences des ducs de Saxe-Hildburghausen en 1776, il est pourvu d'agrandissements dans le style classique français. En 1871, le duc Georges II de Saxe-Meiningen-Hildburghausen, le rénove et y réside régulièrement avec sa troisième épouse, la cantatrice Ellen Franz, qui est faite Dame d'Heldburg.
De 1926 à 1945, il est la résidence de Georges III de Saxe-Meiningen-Hildburghausen qui mourra en URSS en 1946. Confisqué en 1945, il devient jusqu'en 1982, une maison d'enfants. Il est alors victime d'un grave incendie. Depuis 1994, il a été repris par un organisme public du land de Thuringe. De très importantes restaurations y ont été menées. Un musée des châteaux allemands y sera ouvert en 2015. La forteresse Veste Heldburg est située sur le Burgenstraße (château road).

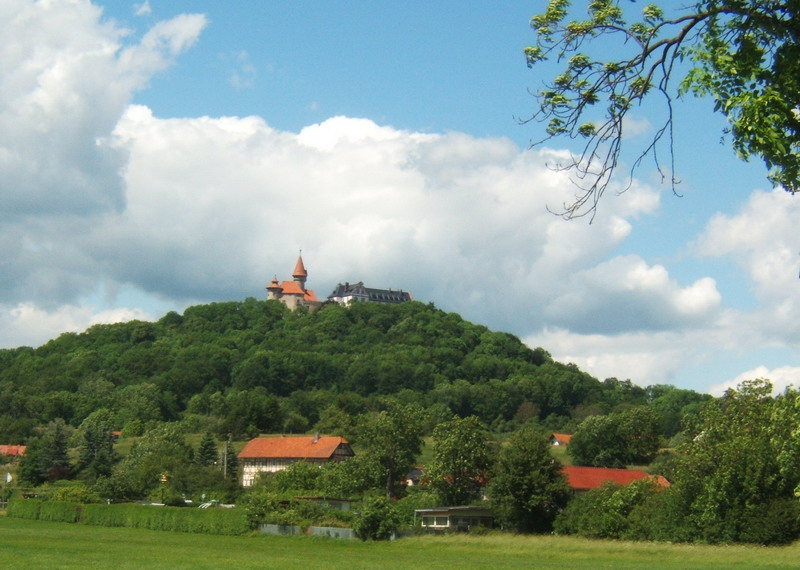
Le château
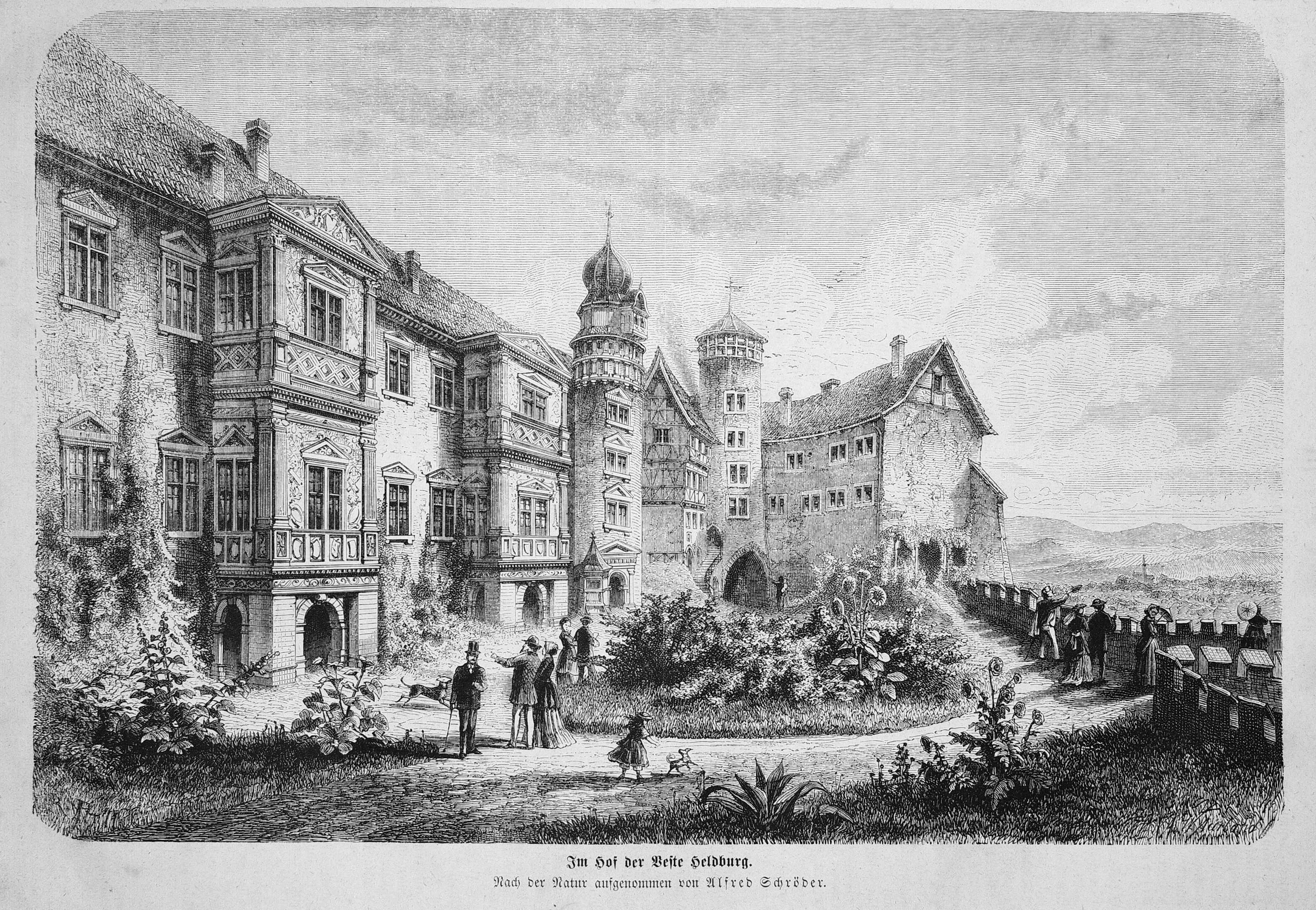
Gravure de 1872
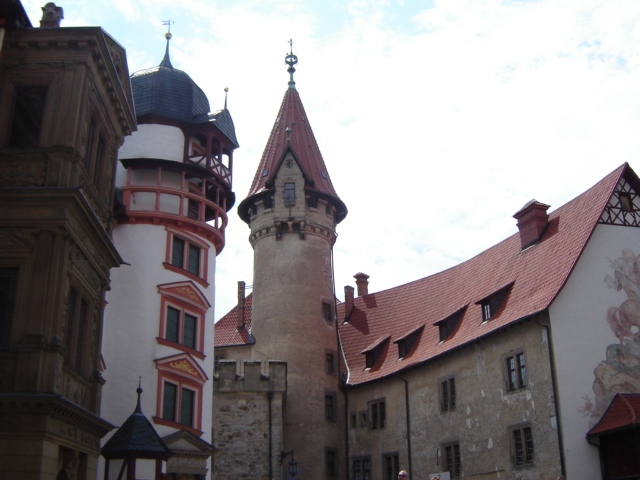
Cour intérieure
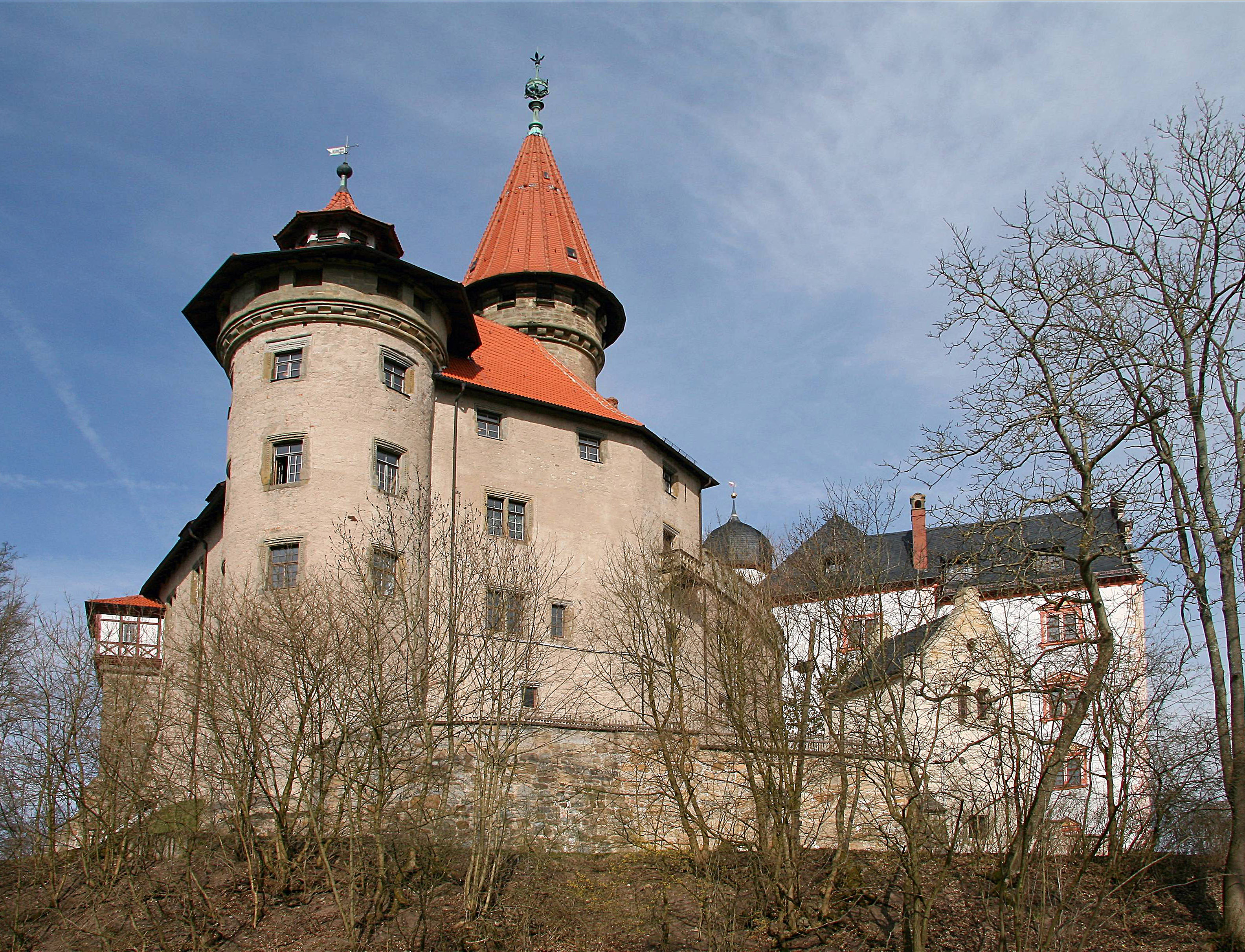
Murailles extérieures
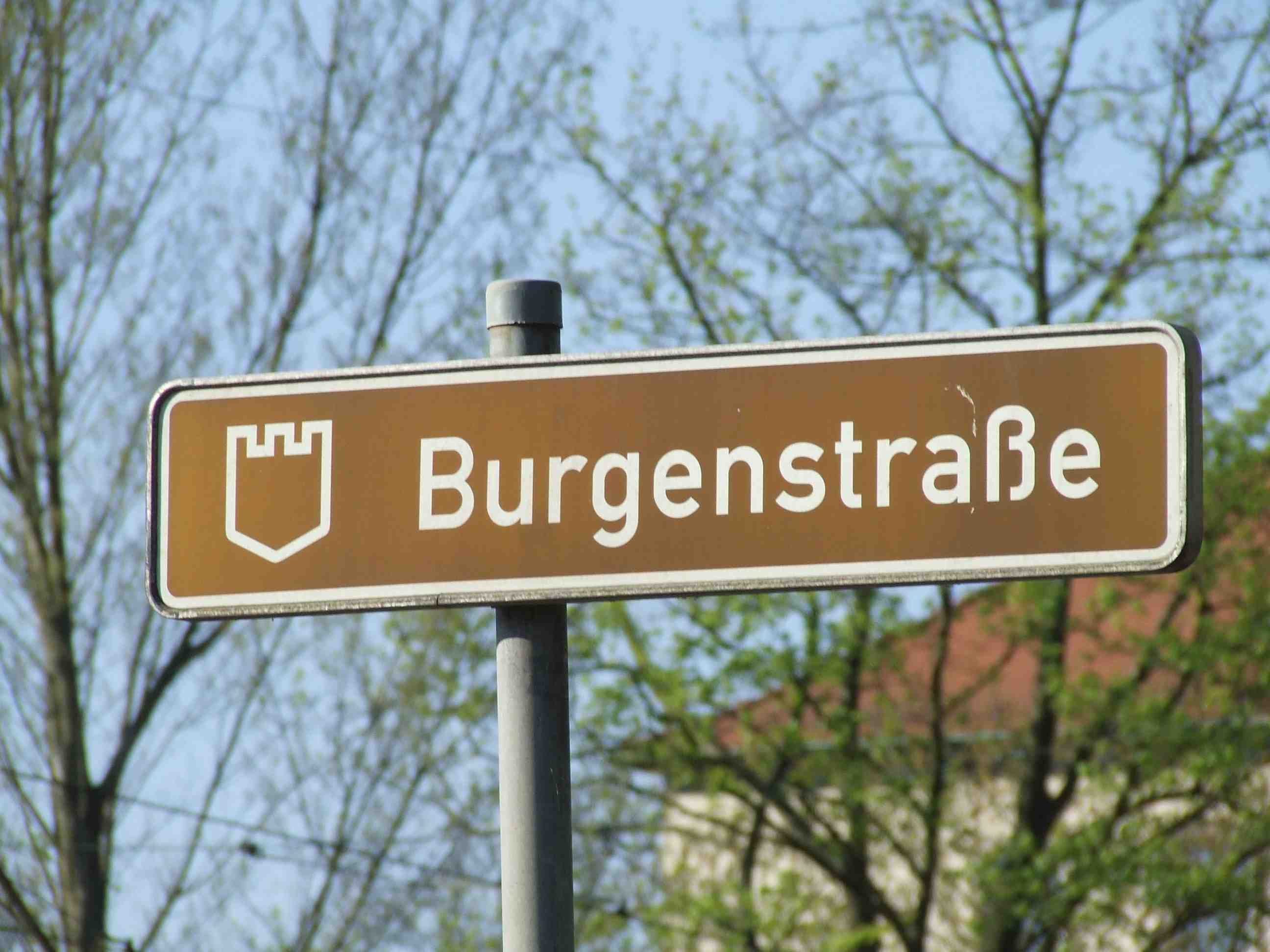
Chateau road

- Vieille ville de Heldburg : nombreuses maisons à pans de bois, remparts et porte Untertor, tours (cinq subsistent), Markplatz, église protestante (1502-1537), hôtel de ville.

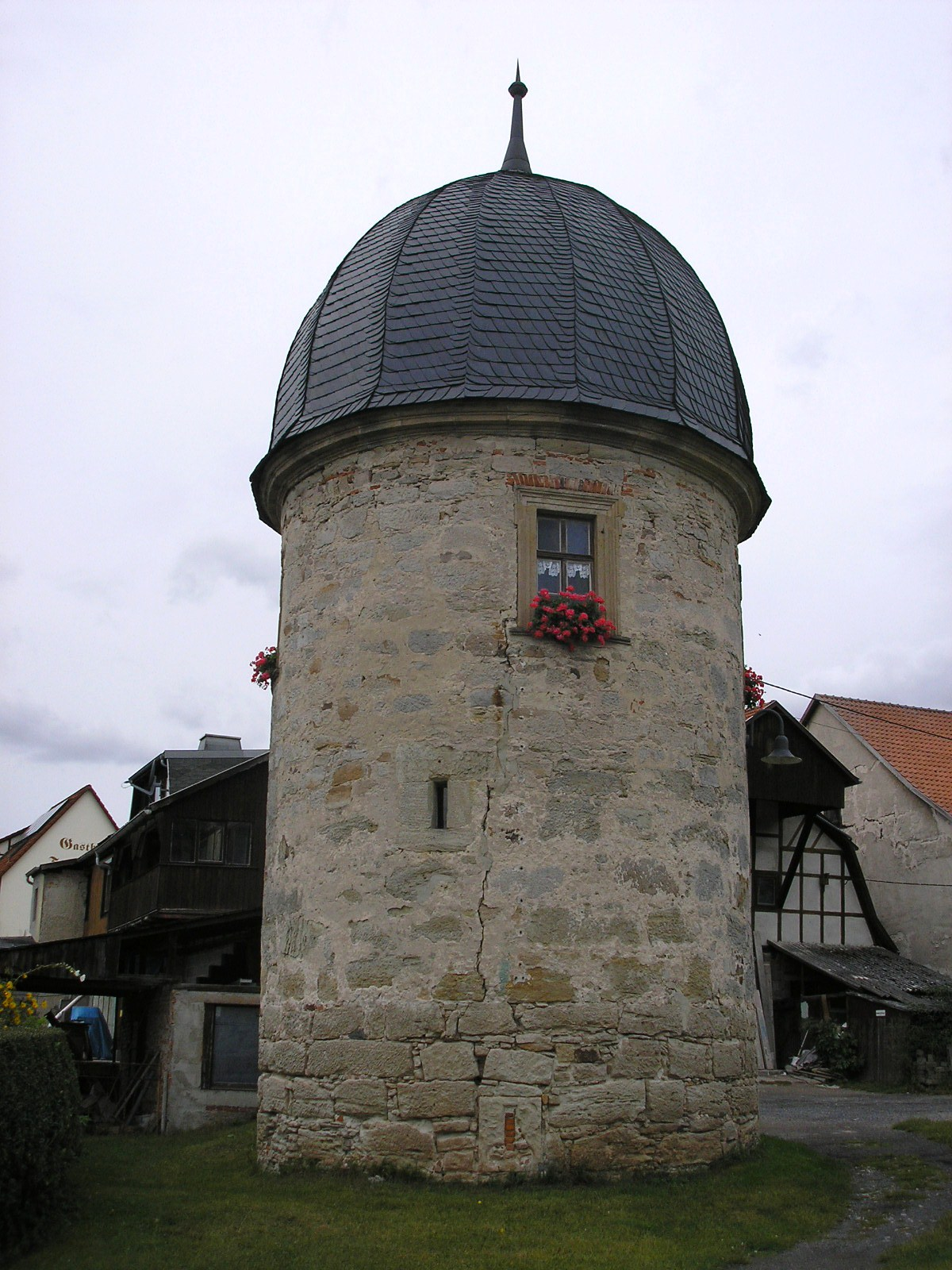
Tour du Pharmacien
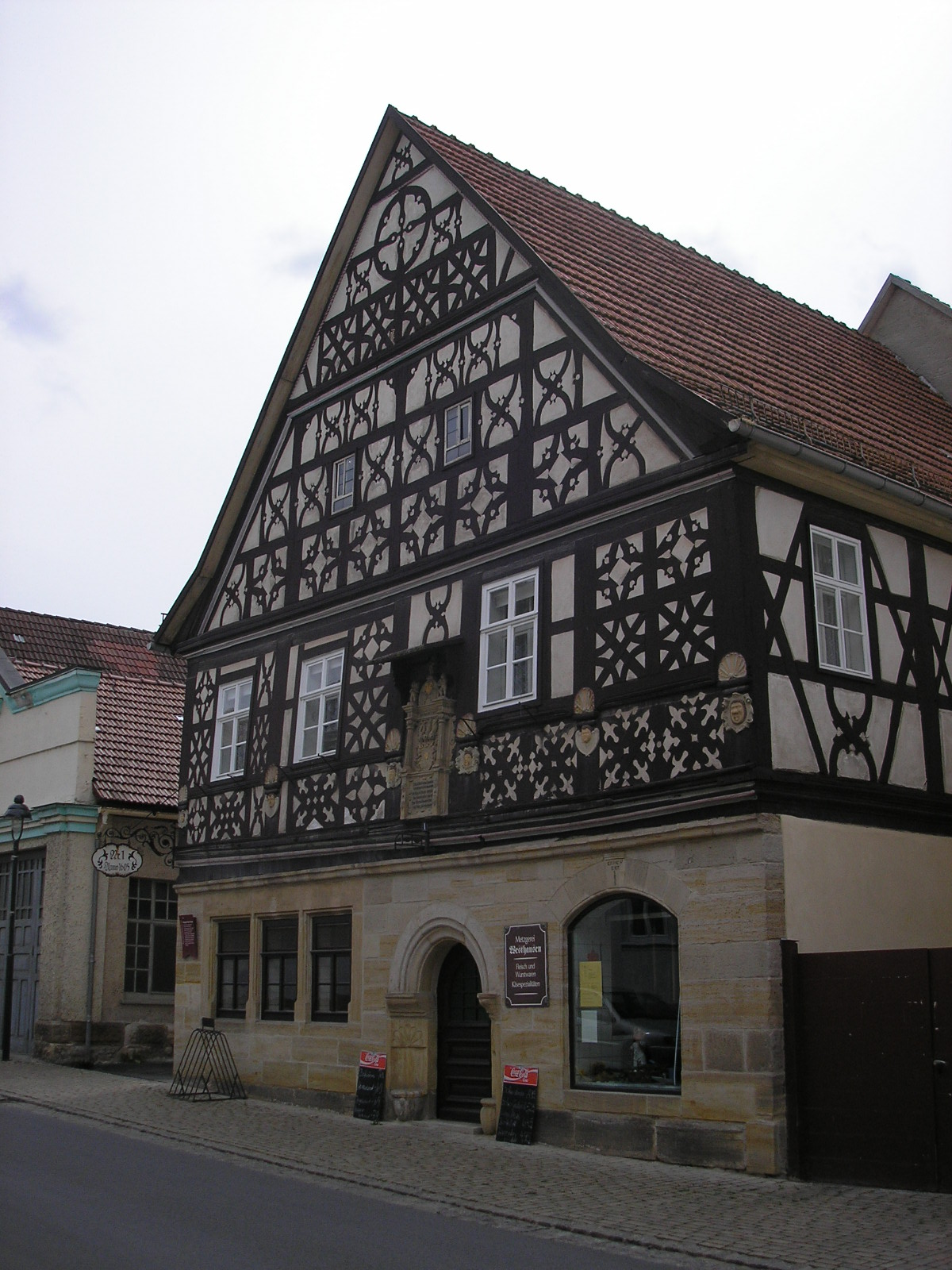
Maison à colombages
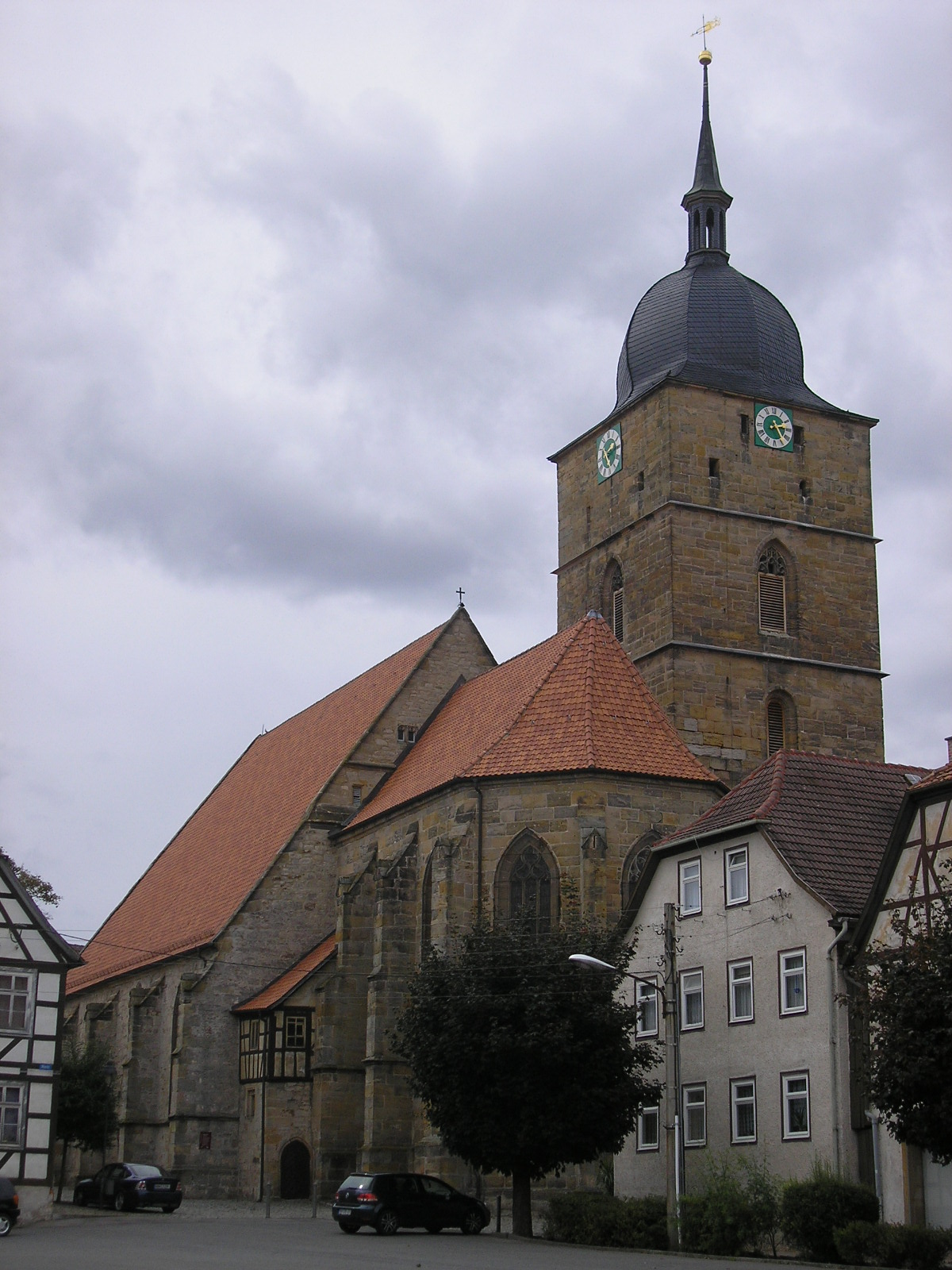
L'église paroissiale
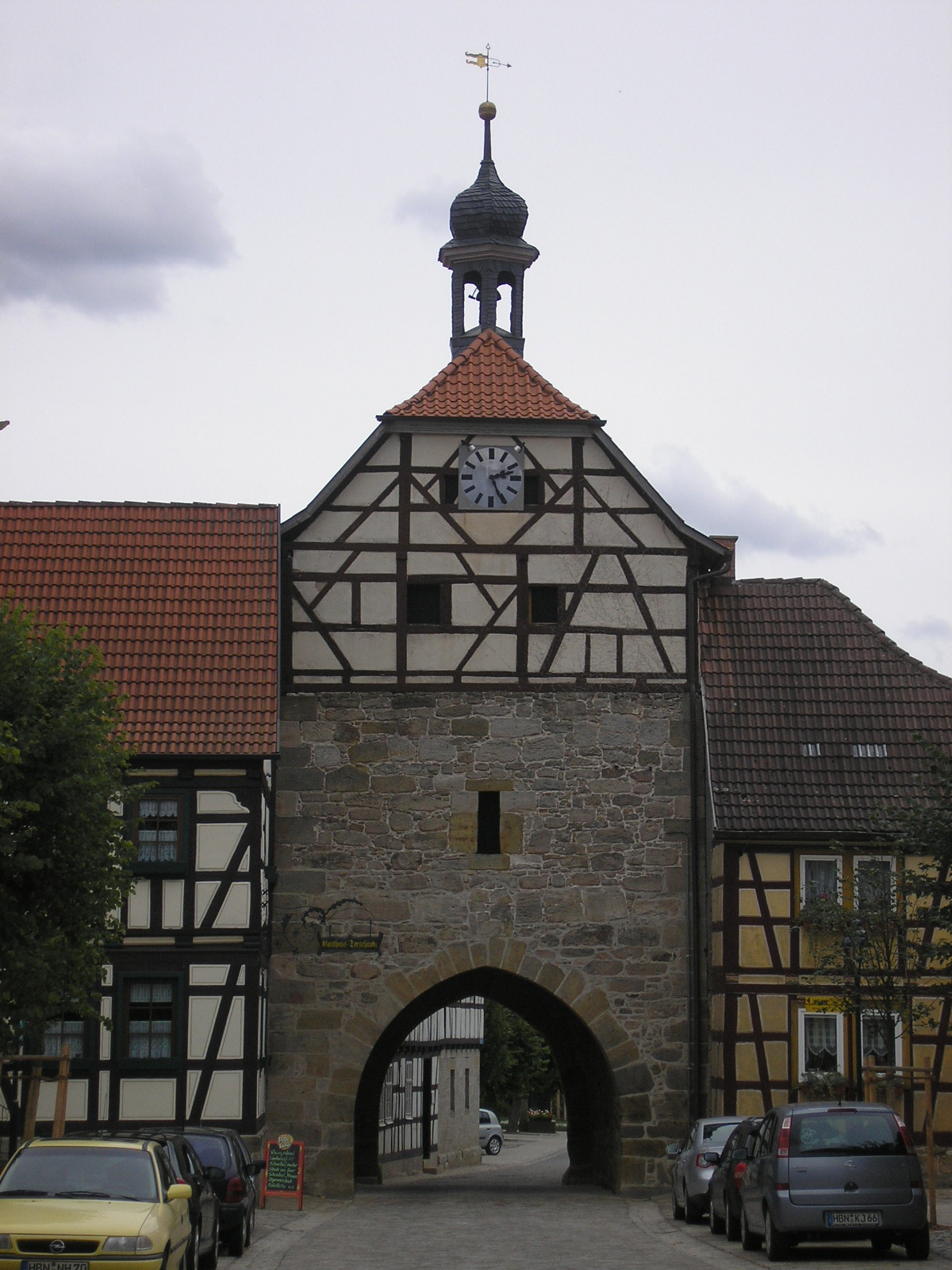
Untertor

## Communications

### Routes
La commune est un peu éloignée des axes principaux de circulation.
La route L1134 la relie à Straufhain et Hildburghausen au nord et à Hellingen au sud-ouest.
La L1135 relie Heldburg à Seßlach et la L2675 Heldburg à Bad Colberg,Ummerstadt et Weitramsdorf. La L2642 mène vers Bad Rodach et la L2671 vers Wetshausen.